# Actinocythereis
Actinocythereis is een geslacht van kreeftachtigen uit de klasse van de Ostracoda (mosselkreeftjes).

## Soorten
- Actinocythereis alaris  (Ulrich & Bassler, 1904) Forester, 1980 †
- Actinocythereis allisoni Holden, 1964 †
- Actinocythereis asanmamoi Reyment, 1963 †
- Actinocythereis bahamensis (Brady, 1870) Malkin-Curtis, 1960
- Actinocythereis biposterospinata Bertels, 1973 †
- Actinocythereis birmanica (Gramann, 1975) Hanai, Ikeya & Yajima, 1980 †
- Actinocythereis boldi Huff, 1970 †
- Actinocythereis brasiliensis Machado & Drozinski, 2002
- Actinocythereis captionis Hazel, 1983 †
- Actinocythereis cornuocula Khalaf, 1989 †
- Actinocythereis coronata (Esker, 1968) Donze, Colin, Damotte, Oertli, Peypouquet & Said, 1982 †
- Actinocythereis costata (Hartmann, 1978) Howe & Mckenzie, 1989
- Actinocythereis costata Khalaf, 1989 †
- Actinocythereis dacyi (Howe & Law, 1936) Hazel, Mumma & Huff, 1980 †
- Actinocythereis dampierensis Hartmann, 1978
- Actinocythereis davidwhitei (Stadnichenko, 1927) Puri, 1953 †
- Actinocythereis dawsoni (Brady, 1870) Hazel, 1967
- Actinocythereis dextraspina Khalaf, 1989 †
- Actinocythereis donghaiensis Liu, 1989 †
- Actinocythereis dunelmensis (Norman, 1865) Ruggieri, 1977
- Actinocythereis duplex (Ahmad, Neale & Siddiqui, 1991) Jellinek, 1993 †
- Actinocythereis exanthemata (Ulrich & Bassler, 1904) Puri, 1953 †
- Actinocythereis gibsonensis (Howe & Chambers, 1935) Puri, 1953 †
- Actinocythereis gomillionensis (Howe & Ellis in Howe, Hadley et al., 1935) Williams, 1966
- Actinocythereis grekoffi Guha, 1971 †
- Actinocythereis grigsbyi (Howe & Chambers, 1935) Carreno, 1982 †
- Actinocythereis guhai Chiplonkar & Tapaswi, 1978
- Actinocythereis gujaratensis Tewari & Tandon, 1960 †
- Actinocythereis harbansi Keyser, 1982
- Actinocythereis hilgardi (Howe & Garrett, 1934) Brown, 1958 †
- Actinocythereis hirundoformis Hu & Tao, 2008
- Actinocythereis holmani (Leroy, 1939) Hanai, Ikeya & Yajima, 1980 †
- Actinocythereis howei Marianos & Valentine, 1958 †
- Actinocythereis ichthyoderma (Brady, 1890)
- Actinocythereis indigena Bertels, 1969 †
- Actinocythereis iraoensis Khalaf, 1982 †
- Actinocythereis khariensis Khosla & Pant, 1982 †
- Actinocythereis kisarazuensis Yajima, 1978
- Actinocythereis kutchensis Khosla & Pant, 1982 †
- Actinocythereis laingensis Wouters, 1981
- Actinocythereis levinsoni Bhatia & Mandwal, 1960 †
- Actinocythereis lomensis Carbonnel, 1989 †
- Actinocythereis lungkangensis (Hu & Cheng, 1977)
- Actinocythereis manis Whatley & Titterton, 1981
- Actinocythereis marylandica (Howe & Hough in Howe, Hadley et al., 1935) Hazel, 1971 †
- Actinocythereis nodosa Huff, 1970 †
- Actinocythereis prolata Butler, 1963 †
- Actinocythereis purii Huff, 1970 †
- Actinocythereis quadrataspinata (Howe & Law, 1936) Hazel, Mumma & Huff, 1980 †
- Actinocythereis quasibathonica Siddiqui, 1971 †
- Actinocythereis quinquespinosa (Sutton & Williams, 1939) Puri, 1953 †
- Actinocythereis ramaniaensis Khosla & Pant, 1982 †
- Actinocythereis raoi Guha, 1979 †
- Actinocythereis reticulospinosa Ayress, 1993 †
- Actinocythereis rex Bertels, 1973 †
- Actinocythereis rosefieldensis (Howe & Law, 1936) Hazel, Mumma & Huff, 1980 †
- Actinocythereis scutigera (Brady, 1868) Goerlich, 1956
- Actinocythereis shihyui Hu & Tao, 2008
- Actinocythereis siegristae (Schmidt, 1948) Brown, 1958 †
- Actinocythereis sinensis Gou in Gou, Chen, Guan, Jian, Liu, Lai & Chen, 1981 †
- Actinocythereis sirtensis Gammudi & Keen, 1993 †
- Actinocythereis spinellosa (Luebimova & Guha, 1960) Khosla & Pant, 1982 †
- Actinocythereis spinosa (Whatley & Titterton, 1981)
- Actinocythereis subelongata Banerji, 1970 †
- Actinocythereis subquadrata Puri, 1960
- Actinocythereis teiskotensis Apostolescu, 1961 †
- Actinocythereis tesca Bold, 1972 †
- Actinocythereis tetrica (Brady, 1880) Yassini, Jones & Jones, 1993
- Actinocythereis thomsoni (Hornibrook, 1952) Ayress, 1993
- Actinocythereis triangularis Morales, 1966
- Actinocythereis triangulata (Guan, 1978) Gou in Gou, Chen, Guan, Jian, Liu, Lai & Chen, 1981 †
- Actinocythereis tuberculata Bfirtels, 1975 †
- Actinocythereis valdiyai (Singh & Misra, 1968) Khosla & Pant, 1982 †
- Actinocythereis vandenboldi Kontrovitz, 1976
- Actinocythereis verrucifera Hartmann, 1981
- Actinocythereis vineyardensis (Cushman, 1906) Williams, 1966 †
- Actinocythereis vinjhanensis (Tewari & Tandon, 1960) Bhatia, Guha & Mckenzie in Mckenzie, 1972 †
- Actinocythereis waiorensis Tewari & Tandon, 1960 †
- Actinocythereis waynensis (Butler, 1963) Poag, 1974 †
- Actinocythereis wechesensis (Sutton & Williams, 1940) Puri, 1953 †
- Actinocythereis woodwardsensis (Howe & Law, 1936) Puri, 1953 †
- Actinocythereis xuwekensis (Guan, 1978) Gou in Gou, Chen, Guan, Jian, Liu, Lai & Chen, 1981 †